# بارت بيترز
بارت بيترز (بالهولندية: Bartelomeus Martinus Peters)‏ هو مجدف هولندي، ولد في 2 أغسطس 1965 في أمستردام في هولندا.

## وصلات خارجية
- بارت بيترز على موقع الاتحاد الدولي للتجديف (الإنجليزية)
- بارت بيترز على موقع اللجنة الأولمبية الدولية (الإنجليزية)
- بارت بيترز على موقع أوليمبيديا (الإنجليزية)